# Грякувате
Грякува́те — село в Україні, у Славгородській селищній територіальній громаді Синельниківського району Дніпропетровської області. Населення за переписом 2001 року становить 22 особи. 

## Історія
7 (20) листопада 1917 року, відповідно до Третього Універсалу Української Центральної Ради, увійшло до складу Української Народної Республіки.
До 2017 року орган місцевого самоврядування - Варварівська сільська рада.
12 червня 2020 року, відповідно до розпорядження Кабінету Міністрів України № 709-р від «Про визначення адміністративних центрів та затвердження територій територіальних громад Дніпропетровської області», увійшло до складу Славгородської селищної громади.
19 липня 2020 року, в результаті адміністративно-територіальної реформи та ліквідації   Синельниківського (1923—2020)району, село увійшло до складу новоутвореного Синельниківського району.

## Географія
Село Грякувате знаходиться за 5 км від лівого берега річки Дніпро, на відстані 1 км від села Попове і за 2,5 км від села Варварівка.

## Інтернет-посилання
- Погода в селі Грякувате [Архівовано 20 грудня 2011 у Wayback Machine.]